# Geogarten Engeln

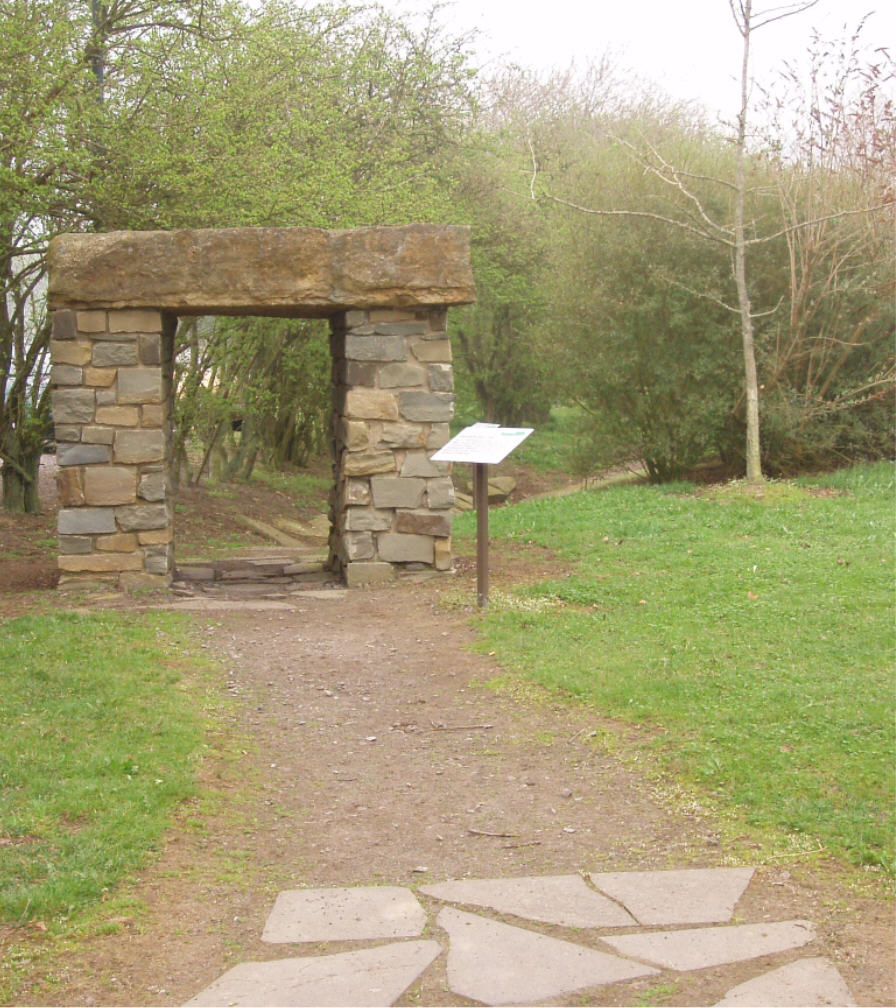
Das Devonische Tor

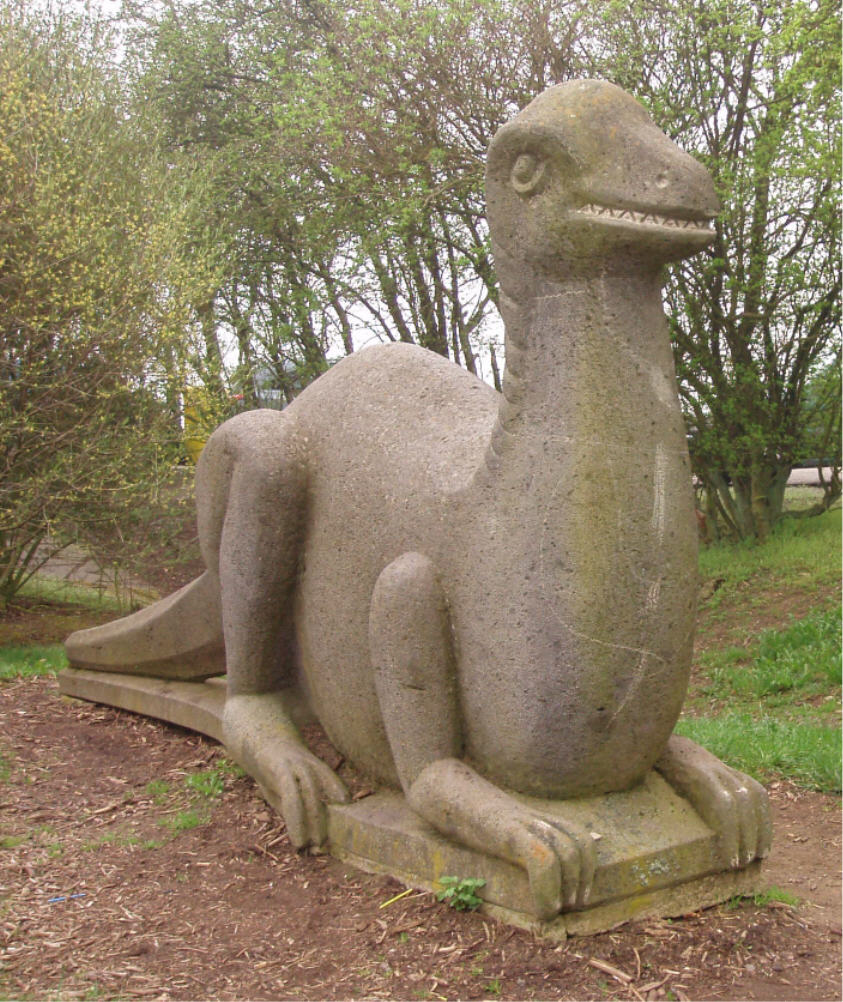
Iguanodon

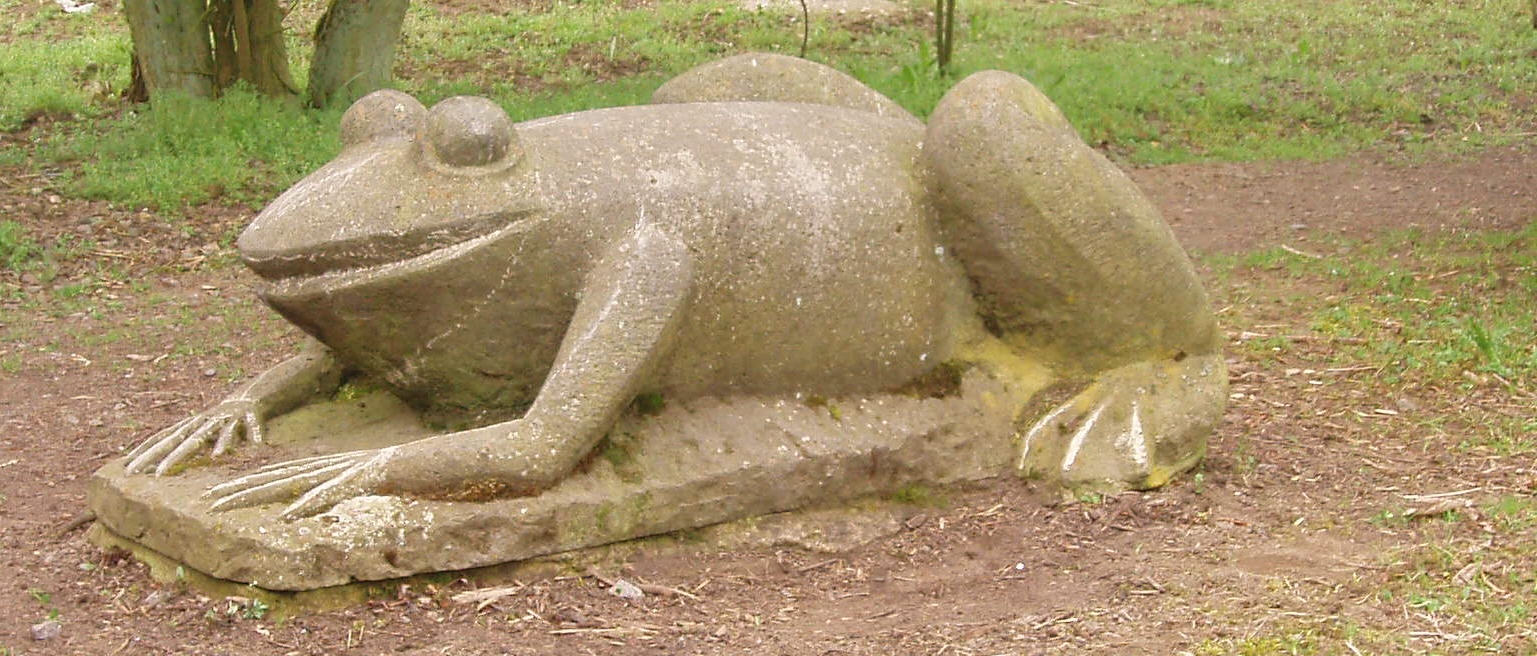
Riesenfrosch

Der Geogarten Engeln ist ein Teil des Vulkanparks Brohltal/Laacher See am Bahnhof von Engeln in der Osteifel.
Der Geogarten wurde 1998 eingerichtet und hat eine Fläche von etwa 1000 m². An mehreren Stationen rechts und links der Gleisanlagen vor der Endstation der touristischen Museumsbahn Brohltalbahn werden eher spielerisch erdgeschichtliche Kenntnisse vermittelt. Wissenschaftlich betreut wurde die Einrichtung des Parks vom Bonner Geologieprofessor Wilhelm Meyer. Der Rundweg ist vor allem für Familien mit Kindern gedacht. Er ist frei zugänglich, aber nur zum Teil barrierefrei. Der Geogarten kann auch über den Wanderweg Eifelleiter erreicht oder in diese Tour eingebunden werden. Zudem ist auch eine ausgeschilderte „Rundtour“ von etwa 13 km um den Bahnhof Engelen bis Kempenich mit seinem „Erlebniswald Steinrausch“ möglich.

## Stationen
Der Rundweg beginnt auf der Bahnhofsseite mit dem Devonischen Tor und dem Devonischen Meer an Station 1 und 2. In der Zeit des Devons vor ca. 350 Millionen Jahren war die Gegend um Engeln von einem Flachmeer bedeckt, aus dem sich später ein Faltengebirge entwickelte.
Station 3 zeigt eine verkleinerte Nachbildung eines Iguanodons. Wie auch z. B. der Eifelosaurus ist dieses Tier, das neun Meter lang werden konnte, für das Erdmittelalter in der Eifel nachgewiesen. Die Saurier lebten bis vor etwa 65 Millionen Jahren in diesem Gebiet.
Vor ungefähr 50 Millionen Jahren, im Tertiär, wurden die ersten Vulkane in der Eifel aktiv. Die Nachbildung eines Riesenfrosches, wie er einst im Kunkskopfsee bei Burgbrohl lebte, markiert an Station 4 diesen Abschnitt der Entwicklung. Das Tertiär begann etwa vor 65 Millionen Jahren und endete vor zwei Millionen Jahren.
Die weiteren Stationen des Geogartens Engeln liegen jenseits der Gleisanlagen. Vor etwa 70 000 Jahren entstanden die ersten Felszeichnungen von Steinzeitmenschen. Eine solche Höhlenmalerei ist an Station 5 nachgebildet.
An Station 6 befindet sich die Nachbildung eines Vulkans, die auf die besondere Bedeutung des Vulkanismus, insbesondere des Ausbruchs des Laacher-See-Vulkans vor 13.000 Jahren, für die Gestaltung der Landschaft um den Laacher See hinweist. Mehr als 30 Vulkane waren in der Eifel bis vor etwa 11.000 Jahren aktiv.
Ein keltischer Steinkreis an Station 7 und ein römischer Torbogen an Station 8 weisen auf die ersten Bewohner der Gegend hin, die gezielt Steine abbauten. Trass, Tuff und Basalt sind in zahlreichen keltischen und römischen Bauwerken der Eifel verbaut.
Speziell im Kirchenbau und bei Bildhauern war Tuff ein beliebtes, weil leicht zu bearbeitendes Material. Zeugnisse der Verwendung dieses Gesteins stammen aus dem Mittelalter, der Renaissance, dem Barock und auch noch der Neuzeit. Station 9, ein kleiner Irrgarten mit verschiedenen Figuren, weist auf diese Nutzung des Tuffs hin.